# Яковлев, Пётр Петрович (футболист)
Пётр Петрович Яковлев (28 апреля 1952, Винница — 19 сентября 2003, Москва) — советский футболист, полузащитник.
В 1968—1969 годах играл за команду класса «Б» «Прогресс» Бердичев. В 1970 году был в составе «Автомобилиста» Житомир, выступал за дубль «Динамо» Киев. В 1973 за «Локомотив» Винница во второй лиге провёл 41 игру, забил 19 мячей. В высшей лиге играл за «Днепр» Днепропетровск (1974—1977) и «Торпедо» Москва. Карьеру в советском футболе завершил в 1980 году в первой лиге в «Днепре». Выступал в низших лигах ГДР за «Мотор» Веймар (1982/83) и «Шталь» Тале (1982/83 — 1983/84).
Техничный и быстрый центральный полузащитник. Обладал отличным пасом и мощным ударом. Лучший игрок «Днепра» середины 1970-х. Обладатель Кубка «Советского спорта»-1977, полуфиналист Кубка СССР (1976).
Скончался в 2003 году в возрасте 51 года.